# Ruperto Santos
Ruperto Cruz Santos, D.D. (30 de outubro de 1957), é um bispo da Igreja Católica Romana nas Filipinas que se tornou bispo de Balanga em 8 de julho de 2010. Desde junho de 2020, ele também atua como pároco da Igreja Paroquial de São Nicolau Tolentino em Mariveles, Bataan.

## Biografia
Santos nasceu em 30 de outubro de 1957 em Caingin, San Rafael, Bulacan. Seus pais são o falecido Norberto Santos e a falecida Aurelia Cruz. Eles são cinco irmãos na família.
Ele teve sua educação primária na Caingin Elementary School e completou seus estudos e formação no Seminário Menor Nossa Senhora de Guadalupe (ensino médio) e no Seminário San Carlos em Makati (faculdade e teologia) da Arquidiocese de Manila. Foi ordenado sacerdote em 10 de setembro de 1983 na Catedral de Manila pelo saudoso Cardeal Jaime Sin.
Depois de vários anos no ministério ao serviço da arquidiocese, foi enviado a Roma para estudos posteriores e obteve a licenciatura em História da Igreja na Pontificia Universita Gregoriana. Foi Decano Acadêmico da Escola de Pós-Graduação em Teologia de San Carlos. Ele também se tornou Reitor do Pontificio Collegio Filippino em Roma. Em 2003, ele se tornou o Coordenador Nacional da Conferência Episcopal Italiana para a Pastoral dos Migrantes Filipinos na Itália. Em 2005, tornou-se membro do Pontificio Comitato per i Congressi Eucaristici Internazionali no Vaticano. Ele também escreveu vários livros sobre Interesse histórico publicados pela Arquidiocese de Manila e sobre Homilias, Orações e Espiritualidade publicados pela St. Paul's (SSP).
Em 1º de abril de 2010, o Papa Bento XVI nomeou Santos como quarto bispo de Balanga para suceder Sócrates Villegas, que se tornou arcebispo de Lingayen-Dagupan em 4 de novembro de 2009. Foi ordenado bispo em 24 de junho de 2010 e empossado em 8 de julho de 2010 Antes de sua posse como bispo, ele serviu como sacerdote na arquidiocese de Manila, Filipinas, e reitor do Pontificio Collegio Filippino em Roma, Itália. Foi consagrado bispo em 24 de junho de 2010 pelo Cardeal Gaudencio Borbon Rosales, o então Arcebispo de Manila.
Em junho de 2020, ele se tornou pároco da Igreja Paroquial de São Nicolau Tolentino em Mariveles, Bataan.